# Beliophorus
Beliophorus is een geslacht van kevers uit de familie  
kniptorren (Elateridae).
Het geslacht is voor het eerst wetenschappelijk beschreven in 1829 door Eschscholtz.

## Soorten
Het geslacht omvat de volgende soorten:
- Beliophorus cebrionides Eschscholtz, 1829
- Beliophorus cebrionoides Eschscholtz, 1829
- Beliophorus natalensis Schwarz
- Beliophorus viduus Boheman